# Rapid City (Manitoba)
Rapid City è un villaggio situato nel sud-ovest del Manitoba, in Canada. Si trova a circa 30 km a nord di Brandon. Rapid City è una comunità agricola sviluppata sulle rive del fiume Little Saskatchewan. La diga e la riserva di Rapid City sono stati costruiti dalla provincia nel 1961, la riserva occupa 200 piede acro (250 000 m³) e fornisce una struttura di approvvigionamento idrico e ricreativa per la comunità.

## Storia
Negli anni 1870, quando la ferrovia si stava estendendo, i coloni furono attirati nell'area per costruire le loro abitazioni e creare le loro aziende. La comunità originariamente si chiamava Rolston's Colony (in onore di John Rolston, un primo colono). Intorno al 1877 fu deciso di rinominare la comunità in Rapid City. Dal momento che la comunità era sulle rive del fiume Little Saskatchewan ed era un "flusso rapido" hanno scelto "rapid" e "city" che riflette l'ottimismo dei primi coloni. Durante gli anni 1880, molti aspettavano le linee ferrovie transcontinentali canadesi della Canadian Pacific Railway che avrebbero portato con sé un certo boom edilizio. Mentre le persone hanno assunto che il percorso nord-est progettato lontano da Portage la Prairie lo avrebbe portato attraverso Rapid City e il suo stretto attraversamento del fiume, il cammino cambiò improvvisamente verso un percorso più occidentale. Questo lo ha portato attraverso la posizione dell'attuale Brandon, con conseguente boom e crescita di quella città.